# Coriolanus (Shakespeare)

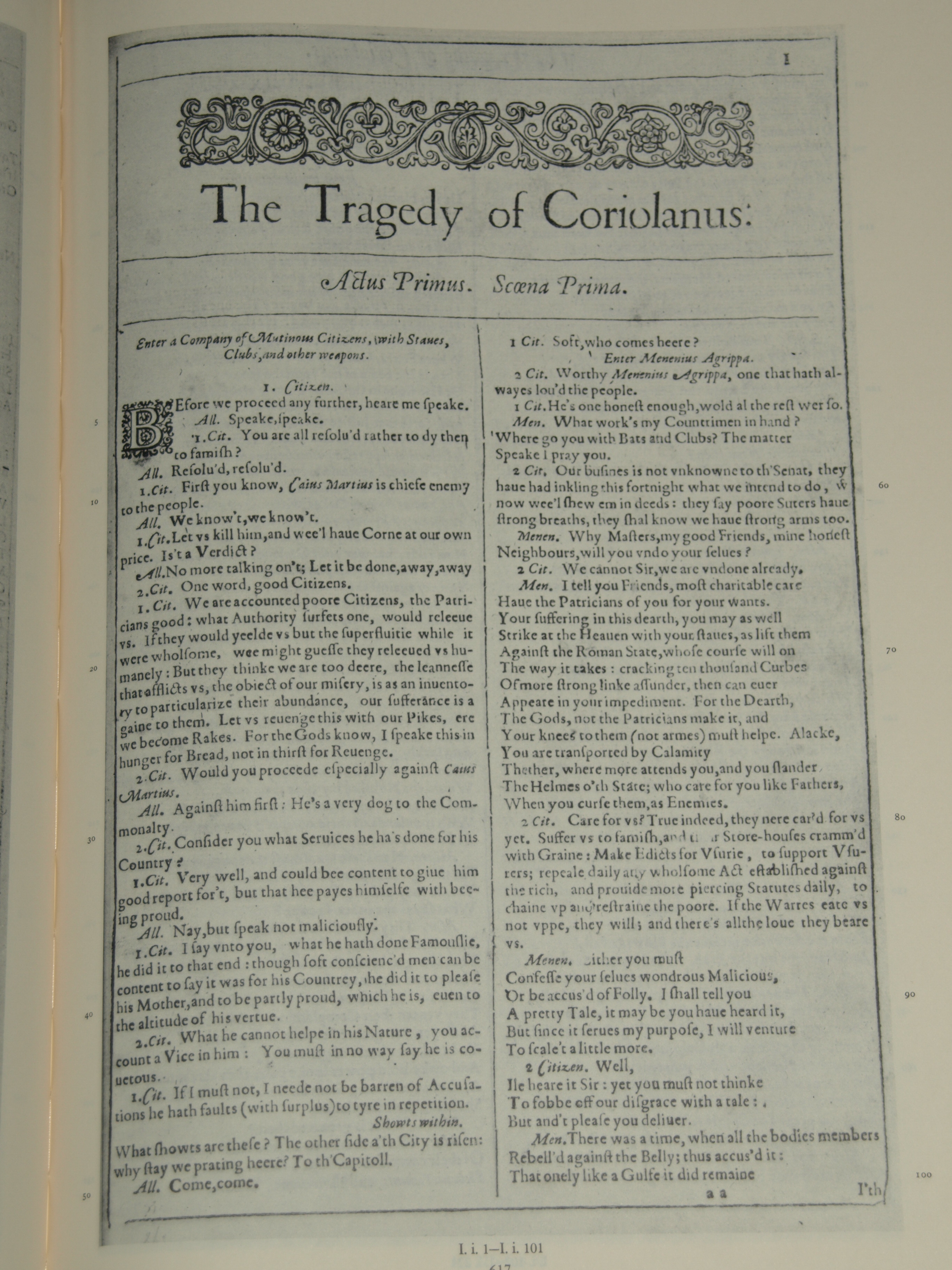
Faksimile první strany Coriolana z roku 1623

Coriolanus je tragédie Williama Shakespeara, která vznikla někdy mezi lety 1605 a 1608. Děj je založen na životě legendárního římského generála Gaia Marcia Coriolana.

## Postavy
- Gaius Marcius Coriolanus
- Menenius Agrippa, římský senátor
- Cominius, Titus Lartius, generalové
- Volumnia, Coriolanova matka
- Virgilia, Coriolanova manželka
- Mladý Martius, Coriolanův syn
- Valeria, římská dáma
- Sicinius Velutus, Junius Brutus, římští tribuni
- římští tribuni
- římští vojáci
- Voluskové

## Děj
Řím se bouří poté, co byly obyčejným občanům odepřeny zásoby obilí. Vzbouřenci se zvláště hněvají na Gaia Marcia, skvělého římského generála, kterého viní z toho, že jim bylo obilí odepřeno. Střetnou se s patriciem jménem Menenius Agrippa, stejně tak se samotným Gaiem Marciem. Menenius se vzbouřence snaží uklidnit, zatímco Marcius jimi otevřeně pohrdá a říká, že plebejci si obilí nezasloužili, protože neposkytují vojenskou službu. Dva z římských tribunů, Brutus a Sicinius, soukromě Marcia kritizují. Marcius opouští Řím, když se dozví o armádě Volusků.
Velitel voluské armády, Tullus Aufidius, se už Marciem při několika příležitostech střetl. Římské armádě velí Cominius a Marcius je jeho zástupcem. Cominius vede vojáky vstříc Aufidiově armádě a Martius se vydá k volskému městu Corioles. Obléhání města je neúspěšné, ale Marciovi se nakonec podaří dostat se za brány a dobýt ho.
I když je vyčerpaný, Marcius se rychle vydává posílit Cominiovy síly. Za jeho odvahu mu Cominius dá přívlastek "Coriolanus".
Doma v Římě Coriolana matka přesvědčuje, aby se stal konzulem. Coriolanus váhá, ale podrobí se přání své matky. Snadno si získá podporu senátu a zdá se, že má i podporu lidu. Brutus a Sicinius však proti němu vyvolají další povstání. Když se střetne s touto opozicí, Coriolanus se rozzuří a vyjádří pohrdání konceptem demokracie. Oba tribuni ho za jeho slova odsoudí jako zrádce a přikáží ho vypovědět.
Coriolanus nabízí své služby Voluskům a Aufidiovi. Aufidius přijímá. Když Coriolanus obléhá se svým vojskem Řím, zdá se, že nic ho nedokáže od jeho pomsty odradit. Teprve když k němu přijdou za Řím prosit jeho matka a manželka s malým synem, přesvědčí Coriolana, aby nebojoval proti své vlasti. Coriolanus tak zprostředkuje mezi Volusky a Římem mír. Aufidius a Voluskové jej však pro zradu zabijí.